# Institut für Geschichte der Medizin der Medizinischen Universität Wien
Seit 1888 war Theodor Puschmann Ordinarius für Medizingeschichte in Wien ohne eigenes Institut. Zu den wenigen Hörern in Puschmanns Vorlesungen gehörten neben Arturo Castiglioni, Isidor Fischer und Max Neuburger, der später Inhaber des Wiener Lehrstuhls wurde.

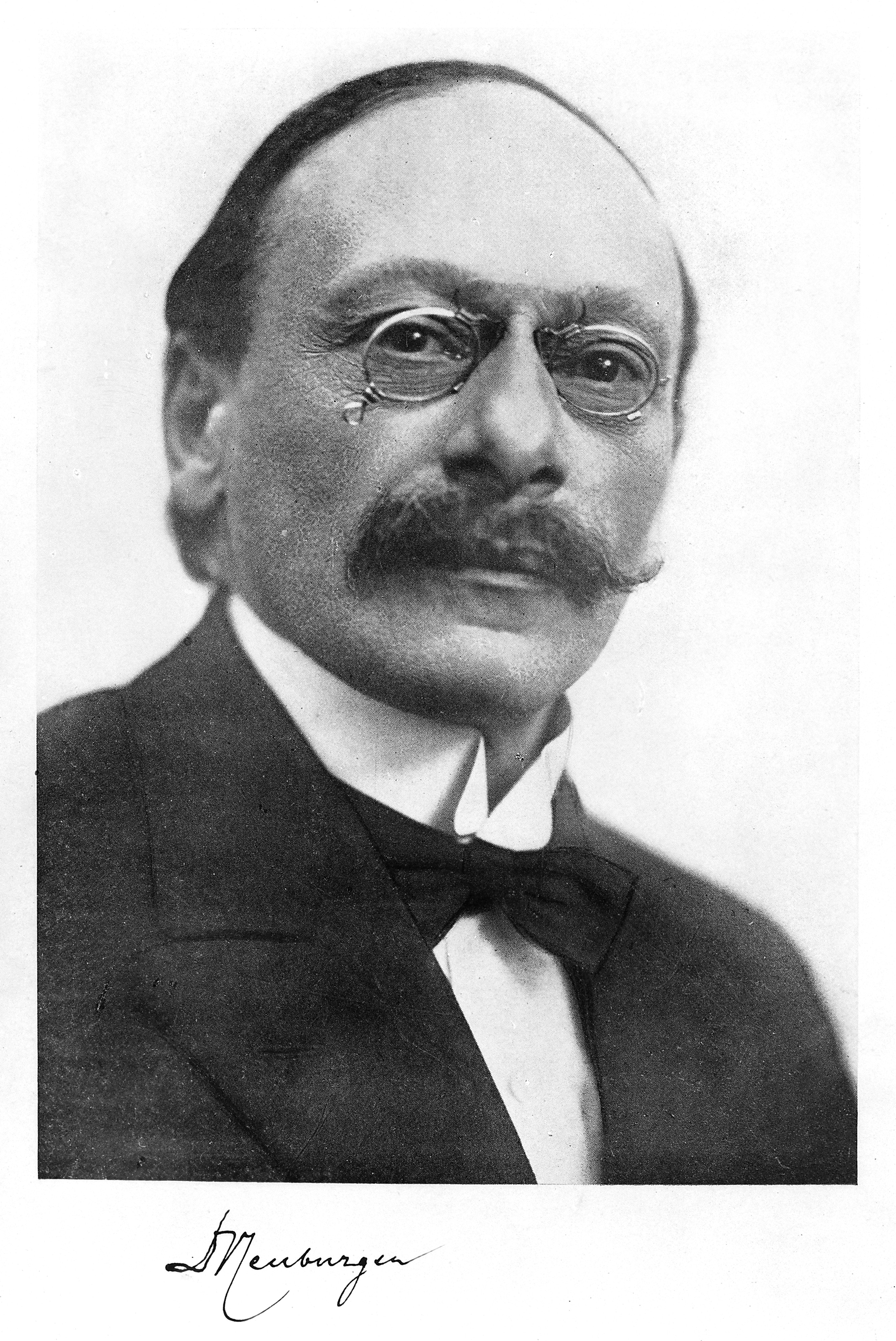
Max Neuburger 1868-1955

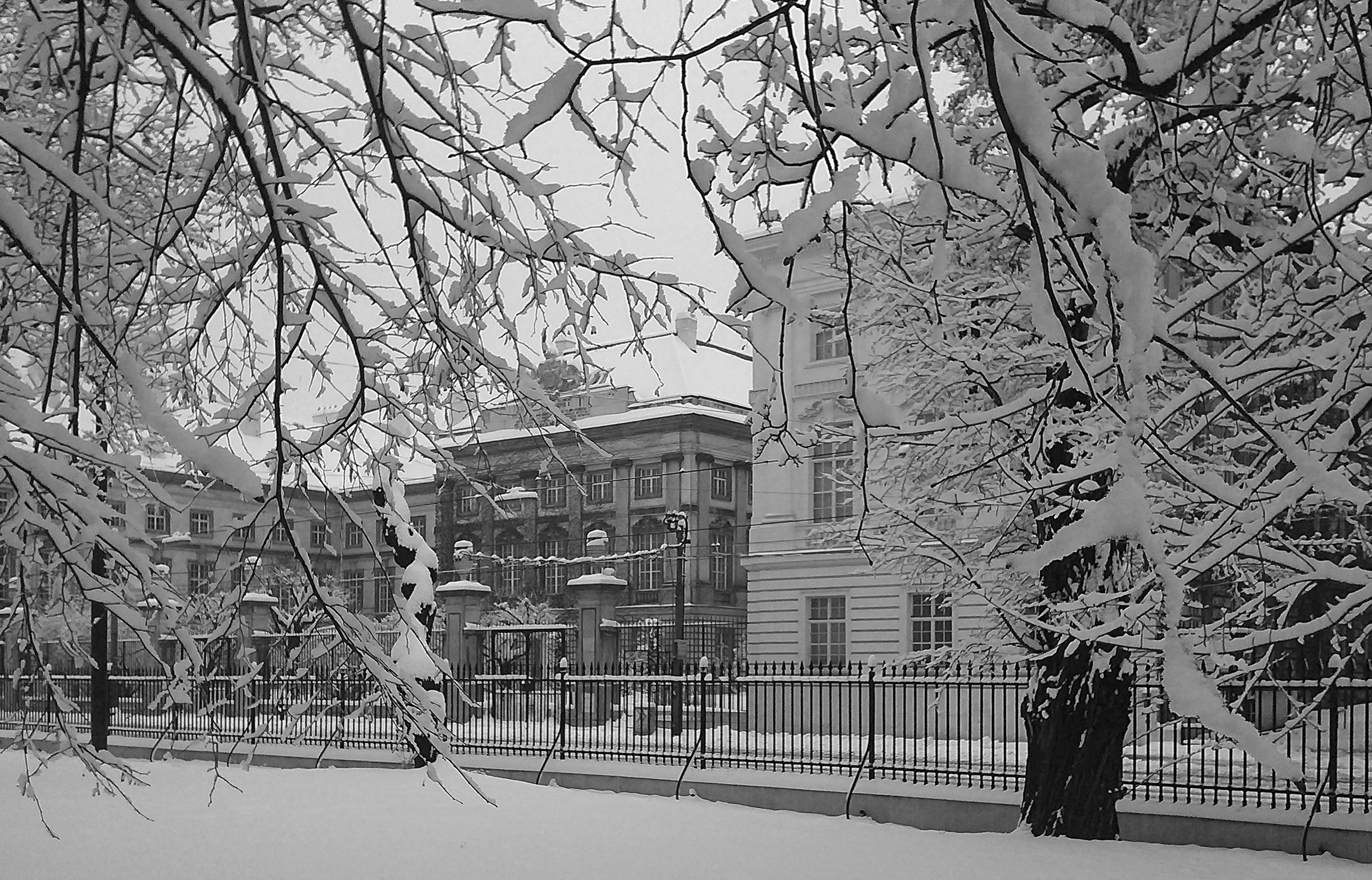
Josephinum

Max Neuburger regte 1914 die Schaffung des Instituts für Geschichte der Medizin an. Im Sommer 1920 konnte er dieses (nach verschiedenen provisorischen Unterbringungen im Medizindekanat und der I. Medizinischen Klinik) mit Unterstützung von Klinikdirektor Karel Frederik Wenckebach im Gebäude des Josephinums eröffnen. Er leitete das Institut bis zu seiner Entlassung aus rassistischen Gründen am 22. April 1938. Bereits seit 1906 hatte Neuburger medizinische Gegenstände, Bücher und Bilder gesammelt. Bis 1920 waren die Sammlungsgegenstände hinter dem Hörsaal der I. Medizinischen Klinik verstaut, dann konnte das Josephinum in der Währinger Straße 25 damit bezogen werden, wo sie bis heute untergebracht sind.
Nach dem ersten Internationalen Kongress für Medizingeschichte in Antwerpen wurde 1921 die «Société Internationale d‘Histoire de Médecine» gegründet. Starke Kräfte in dieser Gesellschaft erwirkten einen Boykott gegen Deutschland und gegen die mit Deutschland im Krieg alliierten Nationen. Betroffen von diesem Boykott waren vor allem Karl Sudhoff in Leipzig und Max Neuburger in Wien. Daraufhin boykottierte Henry E. Sigerist zusammen mit den angelsächsischen Medizinhistorikern Fielding Hudson Garrison, Arnold C. Klebs, Victor Robinson und Charles Singer den 1925 in Genf stattfindenden Kongress. Der teilnehmenden amerikanischen Restgruppe gelang es, eine Resolution zu verabschieden, die bestimmte, dass alle Nationen in Zukunft Mitglieder der Internationalen Gesellschaft sein konnten. Am 22. April 1938 wurde Neuburger mit rassistischer Begründung entlassen. Zum 11. Internationalen Kongress für Geschichte der Medizin im Herbst 1938 in Jugoslawien erhielt er wie sein italienischer Kollege Arturo Castiglioni keine Ausreisegenehmigung.
Nach Neuburger leitete Fritz Lejeune bis 1945 das Institut. Leopold Schönbauer (Vorstand der ersten Chirurgischen Universitätsklinik im Allgemeinen Krankenhaus) wurde ab 1945 provisorischer Vorstand, bis Erna Lesky 1960 eine Professur für das Fach und die Sorgepflicht für das Haus bekam. In den folgenden Jahren gelang die Generalsanierung des schwer beschädigten Gebäudes. Leskys wissenschaftliche Arbeit verschaffte dem Institut neuerliche Weltgeltung.